# Lazystan
Lazystan (laz. Lazona, gruz. Lazeti lub Czaneti) – region w północno-wschodniej części Republiki Tureckiej, zamieszkany przez Lazów – ludność posługującą się językiem lazyjskim (uważanym przez niektórych językoznawców za dialekt języka gruzińskiego) i wyznającą islam w wersji sunnickiej. 
Nazwę „Lazystan” posiadał jeden z sandżaków Imperium Osmańskiego (podlegający wilajetowi trabzońskiemu), jednak granice tego sandżaku nie pokrywały się z granicami terenów zamieszkanych przez Lazów. Lazystan graniczy z południowo-wschodnim wybrzeżem Morza Czarnego.